# Shirin Akter
Shirin Akter, född 12 oktober 1994, är en friidrottare från Bangladesh. Hon deltog vid olympiska sommarspelen 2016.